# صيف أفيا
صيف أفيا (بالعبرية: הקיץ של אביה‏) هو كتاب باللغة العبرية، حقق نجاحا ليصبح من أكثر الكتب مبيعًا. وهو عبارة عن سيرة ذاتية لممثلة المسرح جيلا الماجور نشر في عام 1985. وتم تحويلها لفيلم بنفس العنوان صدر في عام 1988.
وتبلغ مدة الفيلم 96 دقيقة، وهو بمثابة مذكرات عن طفولة ألماجور ويقدم نظرة ثاقبة للمجتمع الإسرائيلي في فترة ما بعد إنشاء الدولة. وتم تصوير الفيلم في موقع في كفار ابراهام في بتاح تكفا في إسرائيل. 

## القصة
تدور أحداث صيف أفيا في صيف عام 1951 في دولة إسرائيل المنشأة حديثًا. ويروي الفيلم حياة أفيا البالغة من العمر عشر سنوات، والتي تتعرض أمها هينيا (التي تلعب دورها ألماجور نفسها)، للعذاب النفسي بسبب الانهيارات العقلية المتكررة. ونشأت جراح هينيا النفسية والعاطفية من تجربتها المروعة أثناء الهولوكوست ومن فقدان زوجها أثناء الحرب. وكانت هينيا ذات يوم مقاتلة حزبية جميلة وشجاعة، لكنها الآن تتعرض للسخرية باستمرار من قبل السكان الإسرائيليين الأصليين بسبب سلوكها غير المعتاد. وهي تسير على الخط الرفيع بين العقل والجنون، في محاولة لصياغة حياة لنفسها ولابنتها في الواقع الجديد لإسرائيل.
وأفيا فتاة ذكية ذات خيال حي، ومع ذلك فهي تتعرض للسخرية من أقرانها. وعلاقتها مع والدتها معقدة، وحنونة في بعض الأحيان، ولكنها هشة أيضًا. وتتخيل أفيا أنها إذا تمكنت من العثور على والدها فقط، فإن جميع مشاكل والدتها ستنتهي وستعود عائلتها إلى طبيعتها مرة أخرى. ويؤدي خيال أفيا الجامح فيما يتعلق بسعيها للعثور على والدها إلى ذروة الفيلم. وينتهي الفيلم بتصالح أفيا مع حقائق حياتها ووصولها إلى مرحلة نضج تتجاوز سنواتها.

## جوائز
حصل الفيلم على العديد من الجوائز الإسرائيلية بالإضافة إلى العديد من الجوائز العالمية، بما في ذلك جائزة الدب الفضي للمساهمة الفنية المتميزة في مهرجان برلين السينمائي الدولي التاسع والثلاثين،  وجائزة أفضل فيلم أجنبي – مهرجان سان ريمو، وأفضل مخرج / أفضل ممثلة - جائزة الشمعدان الفضية.  وتم اختيار الفيلم ليكون الاقتراح الإسرائيلي لجائزة أفضل فيلم بلغة أجنبية في حفل توزيع جوائز الأوسكار الحادي والستين، ولكن لم يتم قبوله كمرشح. 

## طاقم عمل الفيلم
- جيلا الماجور – هينيا ألكسندروفيتش
- كايبو كوهين - أفيا ألكسندروفيتش
- مارينا روزيتي - إستير/هيلينا "لينا" غانتس
- إيلي كوهين – ماكس غانتس
- أفيتال ديكر - مايا أبرامسون

## روابط خارجية
- صيف أفيا  في قاعدة بيانات الأفلام على الإنترنت (بالإنجليزية)